# ウオヤドリエビ綱
ウオヤドリエビ綱（ウオヤドリエビこう、学名：Ichthyostraca）は、甲殻類の一グループ。鰓尾亜綱（さいびあこう、Branchiura）と舌形亜綱（ぜっけいあこう、Pentastomida）が分類され、寄生性の甲殻類として知られている。

## 変遷
この分類群は元来は全く縁がないと考えられていた2つの群をまとめたものである。
その一つ、鰓尾類（エラオ類）は魚類の体表に寄生する甲殻類で、日本ではチョウが金魚や鯉の害虫としてよく知られてきた。その形は独特で、頭部と第1胸節に由来する部分が円盤状に広がり、この部分で魚類に体表に吸着し、それに続く円筒形の胴体には遊泳用の附属肢があり、自由に泳ぐことが出来る。その分類的な位置は議論が多く、カイアシ類に含めたこともあるが、のちに顎脚類に含め、他群とは独立の群（綱）とされることが多かった。
もう一つの群が舌虫類（舌形類）で、これは様々な脊椎動物の鼻腔や肺に寄生する蠕虫様の動物である。成体では体の先端に口があり、その後方左右に2対の鉤を持つ。これを口に見立てて五口動物と呼ばれたこともある。その系統関係は長く不明であったが、節足動物に似た特徴が多く、そのために側節足動物に位置づけられたり、あるいは独自の動物群とされてきた。
そんな中、舌虫類が細部の構造や分子系統解析などから著しく特化した甲殻類の節足動物であると判明し、鰓尾類との類縁性も指摘されるようになった。その上で顎脚類が分子系統の情報から多系統と見なされるようになったこと、その上でこの二群が近縁で一つの群をなすとの判断から立てられたのがこの分類群である。

## 分類
分類はWorld Register of Marine Species (Walter & Boxshall, 2022) にしたがった。
- ウオヤドリエビ綱 Ichthyostraca
  - 鰓尾亜綱[2][6]（エラオ亜綱[7]） Branchiura
    - チョウ目[6]（エラオ目[8][7]） Arguloida
      - チョウ科[7] Argulidae

  - 舌形亜綱[6]（舌虫亜綱[2][7]） Pentastomida
    - ケファロバエナ目[6]（ケファロベナ目[8]） Cephalobaenida
      - Cephalobaenidae （科）

    - ポロケファルス目[6]（シタムシ目[8]、舌虫目[7]） Porocephalida
      - Linguatuloidea （上科）
        - シタムシ科[7] Linguatulidae
        - Subtriquetridae （科）

      - Porocephaloidea （上科）
        - Nettorhynchidae （科）
        - Porocephalidae （科）
          - Armilliferinae （亜科）（＝アルミリファー科 Armilliferidae[7]）
          - Porocephalinae （亜科）

        - セベキア科 Sebekidae
          - Diesingiinae （亜科）
          - Leiperiinae （亜科）
          - Samboninae （亜科）
          - Sebekinae （亜科）

    - ライリエチエラ目[9] Raillietiellida
      - ライリエティエラ科 Raillietiellidae

    - レイガルディア目[9] Reighardiida
      -  レイガルディア科 Reighardiidae